# Tonsilla pharyngealis

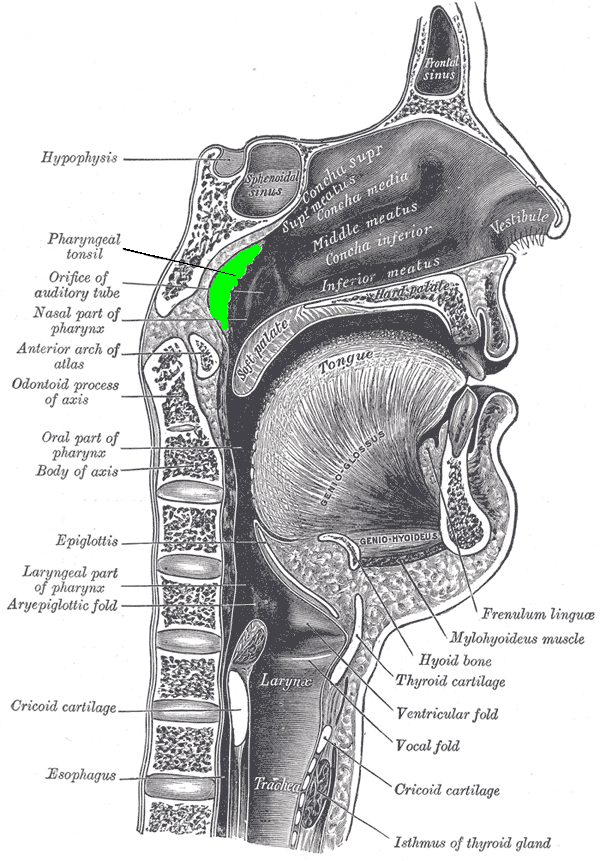
Lage der Rachenmandel

Die (unpaarige) Tonsilla pharyngealis, Tonsilla pharyngea, Tonsilla pharyngica oder Rachenmandel ist eine der Mandeln (Tonsillen) und befindet sich am Rachendach. Sie gehört zum Lymphatischen Rachenring (Waldeyerschen Rachenring) und dient dem Abfangen von über die Nase eindringenden Krankheitserregern. Sensibel wird die Schleimhaut der Tonsilla pharyngealis über die Rami tonsillares (Mandeläste) des Nervus glossopharyngeus versorgt.

## Erkrankungen
Erhebliche Vergrößerungen und Wucherungen von Rachenmandel und benachbartem Gewebe (Rachenmandelhyperplasie beziehungsweise Adenoide) werden umgangssprachlich auch oft als Polypen bezeichnet; sie können zu Begleiterkrankungen wie Ohrentzündungen und Schwerhörigkeit führen. In solchen Fällen kann die Tonsilla pharyngea vom HNO-Arzt durch eine Adenotomie entfernt werden. Die Bezeichnung „Polypen“ führt oft zu namentlichen Verwechselungen mit den bei Erwachsenen gelegentlich auftretenden entzündlichen Polypen in den Nasennebenhöhlen oder der Nase.